# Wiesengebiete u. Wälder um den Brotjackelriegel und um Schöllnach
Wiesengebiete u. Wälder um den Brotjackelriegel und um Schöllnach este o arie protejată (arie specială de conservare — SAC, sit de importanță comunitară — SCI) din Germania întinsă pe o suprafață de 416,17 ha, integral pe uscat.

## Localizare
Centrul sitului Wiesengebiete u. Wälder um den Brotjackelriegel und um Schöllnach este situat la coordonatele 48°48′47″N 13°13′24″E / 48.8131°N 13.2233°E.

## Înființare
Situl Wiesengebiete u. Wälder um den Brotjackelriegel und um Schöllnach a fost declarat sit de importanță comunitară în noiembrie 2004 pentru a proteja 6 specii de animale. Situl a fost protejat și ca arie specială de conservare în aprilie 2016.

## Biodiversitate
Situată în ecoregiunea continentală, aria protejată conține 10 habitate naturale: Pajiști uscate europene, Formațiuni ierboase bogate în specii de Nardus, dezvoltate pe substraturi silicioase în zone montane (și în zone submontane, în Europa continentală), Pajiști cu Molinia pe soluri calcaroase, turboase sau argilos-nămoloase (Molinion caeruleae), Fânețe de joasă altitudine (Alopecurus pratensis, Sanguisorba officinalis), Fânețe montane, Mlaștini alcaline, Păduri de fag Luzulo-Fagetum, Păduri de fag Asperulo-Fagetum, Păduri pe pante, grohotișuri și ravene de Tilio-Acerion, Păduri aluvionare cu Alnus glutinosa și Fraxinus excelsior (Alno-Padion, Alnion incanae, Salicion albae).
La baza desemnării sitului se află mai multe specii protejate:
- amfibieni (1): izvoraș-cu-burta-galbenă (Bombina variegata)
- mamifere (1): râs eurasiatic (Lynx lynx)
- nevertebrate (3): Austropotamobius torrentium, phengaris nausithous (Maculinea nausithous), Maculinea teleius
- pești (1): Eudontomyzon vladykovi